# Föglövraket

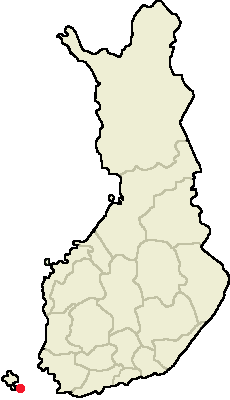
Föglö i Ålands skärgård

Föglövraket, även känt som "Champagnevraket", är ett skeppsvrak av ett segelfartyg typ skonare som sjönk på 1800-talet i farleden söder om Föglö i Ålands skärgård. Vraket blev omskrivet och berömt under sommaren 2010 när flera flaskor av "världens äldsta champagne" bärgades därifrån. Fartygets identitet är okänd. Det har spekulerats huruvida hon var på väg till Sankt Petersburg med en last till en lokal handlare eller till det ryska hovet.

## Vraket och lasten
Vraket upptäcktes 2003 av Trafi, men den första dykningen gjordes i juli 2010 av sju svenska och en åländsk dykare. Före dyket inscannades vrakplatsen med ett sidoseende ekolod, varmed en segelskuta med två obrutna master som stod upprätta på kölen tydligt framträdde. Vid dykningarna var dock sikten nere vid vraket bara en till två meter. Skrovet som nästan var helt intakt, bortsett från akterspegeln som fallit av, visade sig ha varit ett kravellbyggt fartyg, 21,5 meter långt och 6,5 meter brett. I aktern på babord sida fanns en tegelspis med kokkärlen kvar och i aktern på styrbord sida om roderstocken upptäckte man ett flertal flaskor med mousserande vin. En flaska tog dykarna med sig när de lämnade vraket. Förutom den stora mängden champagneflaskor fanns fem flaskor öl, två oktanter, samt keramik tillverkade av det svenska kompaniet Rörstrand, daterat till perioden 1780–1830. Ålands landskapsregering gjorde anspråk på lasten.

## Champagnen
Totalt upptäcktes 168 flaskor ombord, varav 145 innehöll champagne, det mesta välbevarat. 95 av flaskorna kom från champagnehuset Juglar, som 1829 gick ihop i Jacquesson, 46 kom från Veuve Clicquot och fyra från Heidsieck, känt som Piper-Hiedsieck sen 1838. Två flaskor öppnades under en presskonferens i Mariehamn november 2010. En representant från Veuve Clicquot beskrev champagnen som "en rostad, kryddig näsa med spår av kaffe och en väldigt angenäm smak med accenter av blommor och limeträ".
Ålands landskapsregering beslöt att ställa ut några flaskor på Ålands Museum och sälja resten. Den första auktionen hölls i juni 2011 i Mariehamn. En flaska Veuve Clicquot såldes för rekordsumman 30,000 euro och en flaska Juglar för 24,000 euro. Champagnen köptes av en rysk restaurang i Singapore.
Den andra, och senaste auktionen hölls i Mariehamn i juni 2012, då det franska auktionshuset Artcurial sålde åtta flaskor för 109,000 euro. Priset var en besvikelse och knappt över hälften av vad som hade förväntats. Den dyraste flaskan såldes för endast 15,000 euro och tre flaskor förblev osålda. Ålands landskapsregering donerar vinsten från försäljningen till marinarkeologi, sjöfartshistoria och miljöåtgärder för Östersjön.

## Ölet
Ölet som bärgades från fartyget analyserades av Teknologiska forskningscentralen VTT som spårade ursprunget till Belgien. Ölet återskapades senare av experter vid Leuvens universitet i Belgien. Laboratoriet bryggde 1 500 liter öl som sattes på flaska av det åländska bryggeriet Stallhagen.